# Eufemio Zapata
Eufemio Zapata Salazar (Villa de Ayala, Morelos, 1873-Cuautla, Morelos, 18 de junio de 1917) fue un militar mexicano que participó en la Revolución mexicana. Hermano del Caudillo del Sur Emiliano Zapata.

## Maderismo

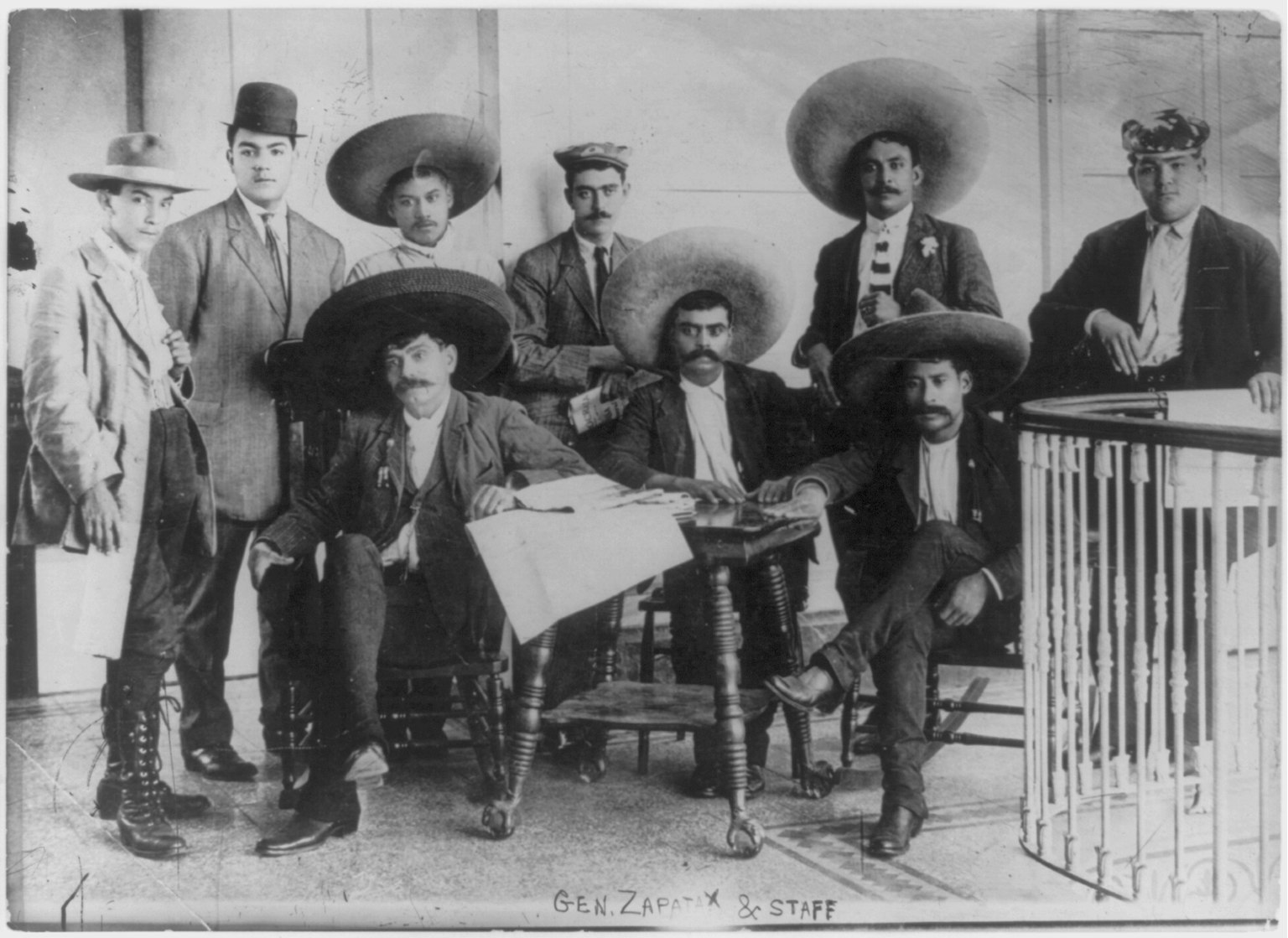
Eufemio (sentado izquierda) posando para una foto junto a su hermano (en medio), Próculo Capistrán (derecha), y otros revolucionarios, c. 1911.

Nació en 1873 en Villa de Ayala, Morelos siendo hijo de Gabriel Zapata y de Cleofas Salazar, así como hermano de Emiliano Zapata. Realizó sus estudios primarios en su pueblo natal. Más tarde se hizo de un cierto capital y se dedicó a varios negocios en el estado de Veracruz, donde fue buhonero, revendedor y comerciante, entre otras cosas. En 1911 regresó al estado de Morelos, donde se unió al movimiento maderista que encabezaban Pablo Torres Burgos y su hermano Emiliano para combatir al dictador Porfirio Díaz. En mayo de ese año participó en el sitio y toma de Cuautla y alcanzó el grado de coronel. En agosto fue comisionado por su hermano Emiliano Zapata para entrevistarse y concretar un acuerdo con Francisco I. Madero, en Tehuacán, Puebla.

## Plan de Ayala
Fracasado el intento de avenimiento, en noviembre de ese año fue firmante del Plan de Ayala, ya con el grado de general. En 1912 operó en el sur y al oeste de Puebla, donde efectuó, junto con su hermano, importantes acciones, amenazando con la toma de la capital del estado durante el mes de marzo. El 30 de abril de 1912 devolvió formalmente las tierras que este poseía a los campesinos del pueblo de Ixcamilpa, siendo uno de los primeros repartos agrarios. Eufemio Zapata permaneció en armas contra Victoriano Huerta. En mayo de 1913 fue miembro de la Junta Revolucionaria del Centro y Sur de la República, la cual se dedicó a precisar la estructura militar, trazar los objetivos revolucionarios y reorganizar el alto mando zapatista. En abril de 1914 atacó y ocupó haciendas y pueblos del sur de Puebla, estableciéndose por fin en Cuautla, en agosto de 1914, desde donde nombró comisiones de agricultores de buena reputación local para llevar a cabo la obra agrarista del reparto de tierras. Acompañó a Emiliano Zapata, como su secretario, a la primera entrevista que este tuvo con Francisco Villa en Xochimilco. A mediados de 1915 se le encomendó la dirección y funcionamiento del ingenio Cuahuixtla. En 1916 logró mantener el control de la región que comprende desde Yautepec hasta Tlaltizapán.

## Muerte
Fue asesinado el 18 de junio de 1917 en Cuautla por el general Sidronio Camacho, uno de sus subordinados, alegando que Eufemio había golpeado a su padre.

## Cultura popular

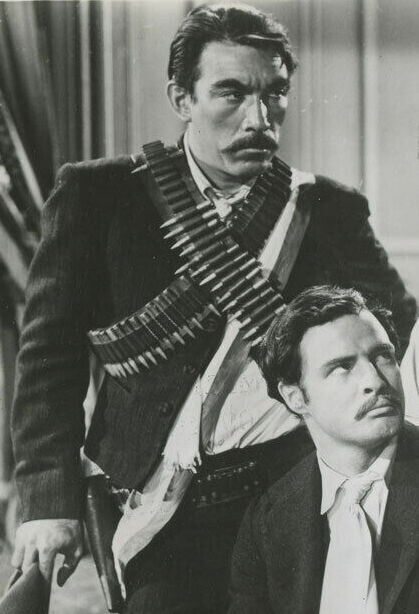
Anthony Quinn caracterizado como Eufemio junto a Marlon Brando caracterizado como Emiliano Zapata, en ¡Viva Zapata! (1952).

- Eufemio Zapata fue interpretado por el actor mexicanoestadounidense Anthony Quinn en la película ¡Viva Zapata! de 1952, papel que lo hizo ganar un Premio Óscar al mejor actor de reparto.